# 奇豐額
奇豐額（1745年—1806年），字丽川，号容雅堂，黃氏，先世为朝鲜人，后隶内务府滿洲正白旗。乾隆乙酉举人，己丑进士。

## 生平
由刑部员外郎历任安徽、广西布政使，乾隆五十七年授江苏巡抚、兵部侍郎、右副都御史，乾隆六十年任庫爾喀喇烏蘇領隊大臣，嘉庆元年任葉爾羌辦事大臣。

## 诗文与评价
李斗《扬州画舫录》載：“奇豐額，字丽川，满洲人，工诗，官江宁巡抚，有惠政，往来扬州，觞詠平山堂，称盛事焉。”
朝鲜学者朴趾源《忘羊录》載：“奇丰额,满洲人,字丽川。现任贵州按察使,年三十七。祖先为朝鲜人,人中国四世。博学能文,善谐笑,斥佛甚峻,持论颇正。然为人骄矜,眼空一世。”
奇豐額著有《容雅堂诗集》，并同袁枚交好，《随园诗话》中多处记载了他的诗歌，对他很是赞赏。
法式善同奇豐額有亲戚关系，认为奇丰额的诗是"才人之诗"，说他的诗"无不折之笔,亦无不达之情，清雋遥深，使读者寻味于意言之表"，达到了"不假人工，天趣自足"的境界。在《容雅堂诗集序》中说: "丽川中丞在戚党中辈行于余为诗，盖无不合。”

## 诗词赏析
美人宝剑圖
美人如玉剑如虹，
平等相看理亦同。
笔上眉痕刀上血，
用来不错是英雄。
斋联
上马杀贼，下马作露布；
左手持螯，右手持酒杯。

## 家族
- 生父惠色，九江关监督；
- 养父塞勒，副苑；
- 子祝麟，九江关监督、廣麟；
- 孫湛元，道光辛巳举人。[5]